# Gennargentu
Gennargentu är ett bergsmassiv på mellersta Sardinien, med öns högsta topp, Bruncu Spina, 1.829 meter över havet.